# Northlands Coliseum
Northlands Coliseum, of gewoon het Coliseum, is een overdekte arena in Edmonton, Alberta, Canada, gelegen aan de noordkant van Northlands. De arena wordt gebruikt voor sportevenementen en concerten, en was de thuisbasis van de Edmonton Oilers van de National Hockey League (NHL), en de Edmonton Oil Kings van de Western Hockey League (WHL). De arena werd geopend in 1974 en werd later bekend als Edmonton Coliseum, Skyreach Centre en Rexall Place, voordat de arena in de zomer van 2016 de naam Northlands Coliseum kreeg. De arena werd gesloten op 2018. Er waren plannen voor een verbouwing van de arena, maar deze gingen echter niet door. 